# Mesochorus pilicornis
Mesochorus pilicornis là một loài tò vò trong họ Ichneumonidae.